# Anton Jervell
Anton Jervell (* 14. Juni 1901 in Oslo; † 29. Dezember 1987) war ein norwegischer Internist und Kardiologe.

## Leben
Nach dem Studium und der Facharztweiterbildung war Jervell zunächst Chefarzt an einem Landkrankenhaus, danach von 1956 bis 1971 Professor am Ullevål-Krankenhaus in Oslo. 1957 beschrieb er gemeinsam mit seinem Kollegen Frederic Lange-Nielsen das später auch nach ihnen benannte Jervell-Lange-Nielsen-Syndrom.